# Олли

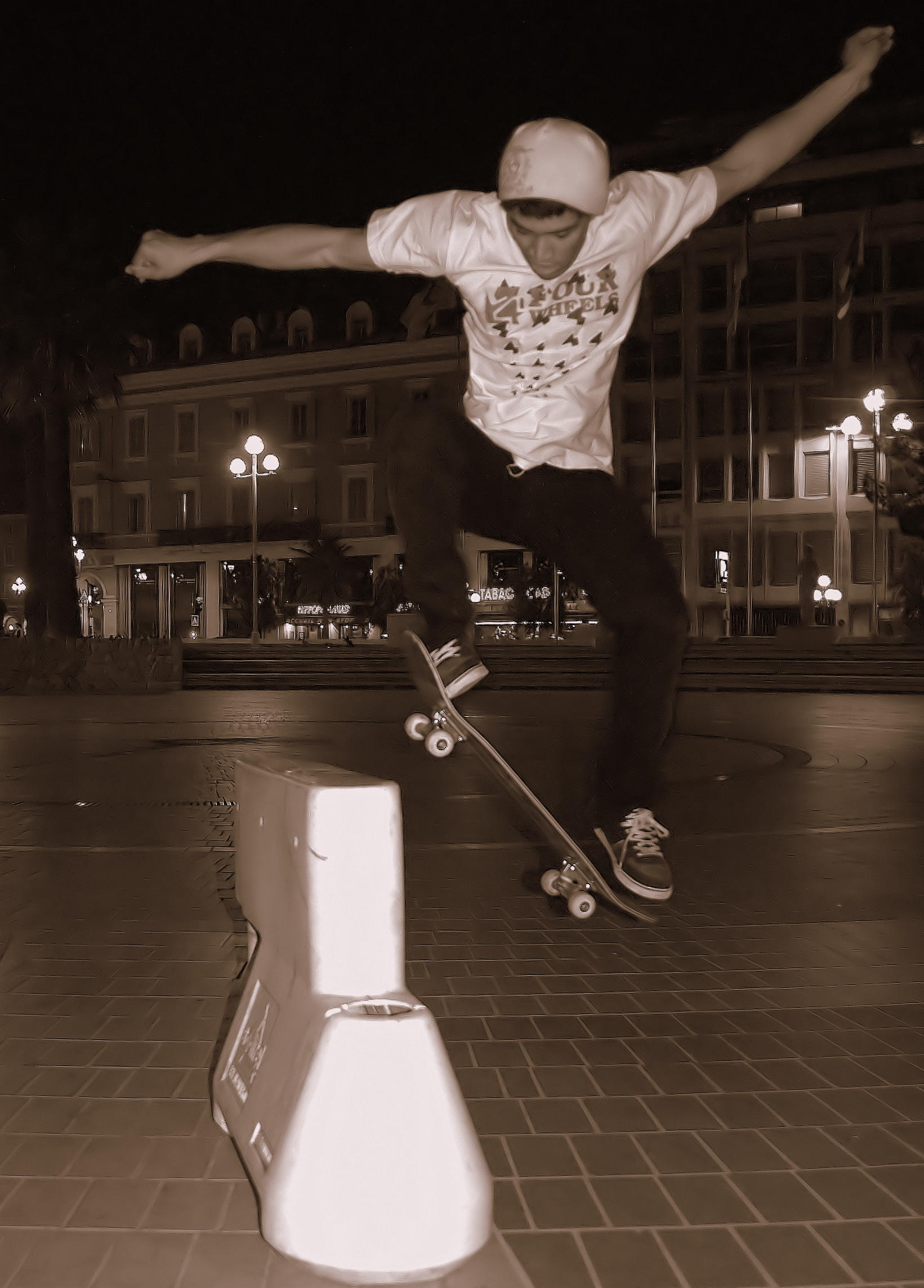
Скейтбордист выполняет олли

О́лли (англ. Ollie) — скейт-трюк, в котором скейтбордист и скейтборд поднимаются в воздух без использования рук. Основополагающий трюк в уличном скейтбординге и используется для перепрыгивания, запрыгивания на препятствия, а также для преодоления недружественных поверхностей — таких, как трава или лестницы. Поскольку многие трюки основываются на нём (например, кикфлип или хилфлип), обычно является первым трюком, рекомендуемым к изучению начинающим скейтбордистам. Как правило, требует значительной практики.

## Происхождение
В 1976 году Алан Гелфанд по прозвищу «Олли» во время скейтбординга в бассейнах и «чашах» научился выполнять подъём в воздух без рук, используя аккуратный подъём носа и контролируя движение, чтобы удерживать доску с ногой.
В 1982 году во время соревнования Rusty Harris в Уиттере, Калифорния, Родни Маллен представил олли на плоской земле, который был адаптирован из вертикальной версии Гелфанда комбинированием движение из его существующих трюков. Примечательно, что Маллен использовал качельное движение, ударяя хвост доски в землю, чтобы поднять нос, и при этом используя переднюю ногу для того, чтобы выровнять доску в воздухе. Хотя Маллен не был вначале впечатлён олли с плоской поверхности и не назвал его официально, он понял, что открыл новый, улучшенный способ для выполнения трюков.
Олли с плоской поверхности изобретения Маллена в данный момент считается изменившим практику скейтбординга. Родни впоследствии просили показать этот трюк многие скейтбордисты, и в том же году он появился под именем «Олли-поп» в скейтбордистском журнале Thrasher.
Техника олли для плоской поверхности ассоциируется с уличным скейтбордингом; скейтеры, катающиеся на мини-рампе и предпочитающие вертикальную езду, также могут использовать эту технику, чтобы подняться в воздух и набрать дистанцию от копинга, но скейтбордисты, предпочитающие хафпайп, обычно полагаются на восходящий момент скейтборда, чтобы сохранять её вместе со скейтбордистом, более похожий на оригинальную технику Гелфанда.

## Выполнение техники для плоской поверхности

Скейтбордист показывает технику современного олли

Скейтбордист начинает олли, приседая и прыгая прямо вперёд. Как только скейтбордист начинает прыжок, он, вместо того чтобы поднимать ногу, начинает «щелчок» хвостом (тейлом), ударяя его об землю, что заставляет подниматься нос доски первым. Сохраняя контакт с доской, скейтбордист поднимает переднюю ногу и сгибает переднее колено таким образом, что верхняя часть ботинка скользит по направлению к носу доски. Трение между обувью и шкуркой помогает направлять и выталкивать доску вперёд, выравнивая её в воздухе, в то время как задняя нога только поддерживает небольшой контакт с доской, чтобы помочь направлять её. При приближении к пику прыжка, скейтбордист поднимает заднюю ногу и толкает переднюю ногу вперёд, что выравнивает положение доски и держит её в контакте с задней ногой.

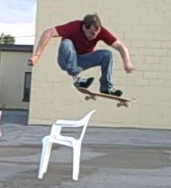
Ник Кампаджио выполняет олли через стул